# Smilovský potok
Smilovský potok (nazývaný také Smílovský potok) je horský potok, který pramení v mokřadech na severozápadně od vrcholu kopce Dřemovická a jihovýchodně od vrcholu kopce Strážiště v pohoří Nízký Jeseník ve vojenském újezdu Libavá v okrese Olomouc v Olomouckém kraji. Od pramene teče potok nejprve jihovýchodním směrem, pak se stáčí jižním směrem a napájí rybník a protéká zaniklou německou vesnicí Smilov (německy Schmeil), podtéká pod silnicí z Města Libavá do Smilova a u vojenské střelnice se stáčí k západu. Potok dále napájí dva rybníky a stáčí se k severovýchodu, kde svým tokem „kopíruje“ silnici ze Smilova do Města Libavá. Potok následně opouští vojenský újezd Libavá a protéká vesnicí Dřemovice až do Města Libavá. U Kamenného mostu se Smilovský potok vlévá zprava do Libavského potoka, který je přítokem řeky Odry, patřící do úmoří Baltského moře. Téměř celý tok potoka si zachoval svůj přirozený „divoký“ charakter, protože se po většině délky svého toku nachází v neobydlené oblasti ve vojenském prostoru. Smilovský potok má délku cca 7 km.
Větší část toku potoka se nachází ve vojenském prostoru a tak je veřejnosti, bez příslušného povolení, nepřístupná. Avšak, obvykle jedenkrát ročně jsou většina toku Smilovského potoka a jeho okolí veřejnosti přístupné v rámci cykloturistické akce Bílý kámen.